# Copperhead (DC Comics)
Copperhead is een superschurk uit de strips van DC Comics. Hij verscheen voor het eerst in The Brave and the Bold #78, bedacht door Bob Haney en Bob Brown.

## Biografie
De crimineel bekend als Copperhead verscheen voor het eerst in Gotham City in een slangenkostuum. Hij pleegde een aantal misdaden voordat hij werd tegengehouden door Batman en Batgirl. Na uit de gevangenis te zijn ontsnapt werd Copperhead een super huurmoordenaar, die zijn slachtoffers door wurging of vergiftiging om het leven bracht. Hij ontwikkelde een psychopathische obsessie voor zijn slachtoffers waardoor hij aan niets ander kon denken tot het slachtoffer dood was. Dit was een van zijn zwakke kanten.
Hoewel hij zeer lenig was, was Copperhead zonder zijn slangenhuid vrijwel machteloos. Hij verkocht zijn ziel aan de demon Neron voor meer kracht, en werd veranderd in een slang/mens hybride. Hij werd gedood door Manhunter.

## Krachten en vaardigheden
Copperhead is zo lenig als een slangenmens. Hij kan in zeer kleine ruimtes kruipen en zich in onmogelijke houdingen buigen.
Hij droeg aanvankelijk een slangenkostuum. Dit kostuum was gemaakt van kevlar, met metalen vezels op kwetsbare plekken. Derhalve was het kostuum kogelvrij en ondoordringbaar voor vrijwel elk steekwapen. Het kostuum was behandeld met zeer glibberige substantie zodat Copperhead over elk oppervlak kon glijden. De staart van het kostuum kon enkele meters uitrekken en zo als wapen dienen. De staart was sterk genoeg om botten te breken en stenen te vergruizen.
De helm van het kostuum was uitgerust met lange tanden die gemakkelijk een menselijke huid konden doorboren. Deze tanden waren behandeld met een neurotoxine afkomstig van de mocassinslang. Dit gif kon iemand verlammen en binnen 30 minuten doden.
Na in een slang/mens hybride te zijn veranderd namen Copperheads relfexen en wendbaarheid enorm toe, en kreeg hij echte giftanden.

## In andere media

### Televisieseries
- Copperhead is een personage in afleveringen van de series Justice League en Justice League Unlimited, waarin zijn stem werd ingesproken door Efrain Figueroa en Jose Yenque. Hij is in de series lid van zowel Lex Luthors en Aresia's Injustice Gang als de Legion of Doom.

### Videospellen
- Copperhead komt voor in het videospel Batman: Arkham Origins als een van Joker's (als Black Mask vermomde) huurmoordenaars. Deze versie van Copperhead is echter een vrouwelijke versie. Copperhead heeft de taak gekregen om Batman te vermoorden met haar gif als hij Roman Sionis probeert te bevrijden. Nadat Batman haar gif heeft binnengekregen, ontstaat er een gevecht tussen de twee personages, waarna Batman haar verslaat. Alfred Pennyworths tegengif wordt door Batman ingenomen en hij sluit haar op, waarna ze door de politie wordt opgepakt. De stem van Copperhead werd ingesproken door Rosa Salazar.